# Cantonul Vinay
Cantonul Vinay este un canton din arondismentul Grenoble, departamentul Isère, regiunea Rhône-Alpes, Franța.

## Comune
- L'Albenc
- Chantesse
- Chasselay
- Cognin-les-Gorges
- Malleval-en-Vercors
- Notre-Dame-de-l'Osier
- Rovon
- Saint-Gervais
- Serre-Nerpol
- Varacieux
- Vinay (reședință)